# Lawrence Parsons
Cet article possède un paronyme, voir Laurence Parsons.
Lawrence Parsons, 4e comte de Rosse, né le 13 juin ou le 17 novembre 1840 à Birr et mort le 29 août 1908, est un astronome irlandais et membre de la Pairie d'Irlande.

## Biographie
Lawrence Parsons est né au Château de Birr dans le Comté d'Offaly. Il est le fils de William Parsons, connu pour avoir créé le Léviathan de Parsonstown, le plus grand télescope de l'époque. Par la suite, il suit les traces de son père et découvre notamment la galaxie spirale intermédiaire NGC 2 en 1873.
Il sert en tant que Lord Lieutenant de King's County de 1892 jusqu'à sa mort.